# Brnaze
Brnaze és un poble de Croàcia situat al comtat de Split-Dalmàcia i que pertany al municipi de Sinj. Comunica amb la carretera D1.